# بول بريمر
لويس بول بريمر الثالث (من مواليد 30 سبتمبر 1941-)، هو دبلوماسي أمريكي، شغل منصب الحاكم المدني للعراق بصفته رئيس سلطة التحالف المؤقتة وذلك خلال الفترة من منتصف مايو 2003 حتى يونيو 2004، في أعقاب غزو الولايات المتحدة للعراق.
في البداية، عيّنه الرئيس الأمريكي جورج بوش الابن في 6 مايو 2003 رئيسًا للإدارة المدنية المكلّفة بالإشراف على إعادة إعمار العراق، خلفًا للجنرال المتقاعد جاي غارنر، مدير مكتب إعادة الإعمار والمساعدات الإنسانية، والذي كان يعمل تحت إشراف وزير الدفاع الأميركي آنذاك دونالد رامسفيلد. وفي يونيو من العام ذاته، تم تحويل المكتب إلى كيان رسمي يُعرف بـ"سلطة التحالف المؤقتة"، ليصبح بريمر رئيس السلطة التنفيذية الأعلى في العراق.
أصدر بريمر خلال فترة ولايته عددًا من القرارات والقوانين المثيرة للجدل، والتي خلّفت تحولات جذرية لا تزال آثارها ممتدة على واقع العراق السياسي والأمني حتى اليوم.
بدأ بريمر مسيرته في السلك الدبلوماسي الأمريكي عام 1966، وشغل مناصب عدة في سفارات الولايات المتحدة حول العالم. تولى خلال السبعينيات والثمانينيات مهام المساعد التنفيذي والمساعد الخاص لعدد من وزراء الخارجية الأميركيين، وعيّنه الرئيس رونالد ريغان سفيرًا لدى هولندا عام 1983 لمدة ثلاث سنوات. وفي عام 1986، تم تعيينه سفيرًا متجولًا ومنسقًا لشؤون مكافحة الإرهاب في وزارة الخارجية الأميركية، كما عمل كبيرًا لمستشاري الرئيس ووزير الخارجية في شؤون مكافحة الإرهاب لمدة ثلاث سنوات.
تقاعد بريمر من العمل الدبلوماسي عام 1989 بعد 23 عامًا من الخدمة، ثم انضم إلى شركة "كيسنجر أسوشيتس"، وهي شركة استشارية يديرها وزير الخارجية الأسبق هنري كيسنجر.

## النشأة
وُلد بول بريمر في 30 سبتمبر1941 في مدينة هارتفورد بولاية كونيتيكت الأمريكية. تلقى تعليمه الأساسي والثانوي في كل من مدرسة نيو كانان الريفية، ومدرسة كينت، ثم أكاديمية فيليبس أندوفر، وهي من أعرق المدارس الثانوية في الولايات المتحدة.
ينحدر بريمر من عائلة ميسورة؛ فقد كان والده رئيسًا لشركة عطور كريستيان ديور في نيويورك، بينما عملت والدته محاضرة في تاريخ الفن في جامعة بريدجبورت [الإنجليزية].
تخرّج بريمر من جامعة ييل عام 1963، ثم حصل على درجة الماجستير في إدارة الأعمال من جامعة هارفارد عام 1966. واصل لاحقًا دراسته العليا في معهد الدراسات السياسية في باريس حيث نال شهادة في الدراسات السياسية.

## المسيرة المهنية

### النشاط الدبلوماسي
التحق بول بريمر بالسلك الدبلوماسي الأميركي في عام 1966، وكانت أولى مهامه في كابل، أفغانستان، حيث عمل كمسؤول للخدمات العامة. ثم نُقل إلى بلانتاير في مالاوي ليشغل منصب ضابط الشؤون الاقتصادية والتجارية في الفترة ما بين 1968 و1971.
خلال سبعينيات القرن العشرين، شغل بريمر عدة مناصب داخلية في وزارة الخارجية الأميركية، من بينها العمل كمساعد لوزير الخارجية الشهير هنري كيسنجر بين عامي 1972 و1976. وقد رافق كيسنجر في مهامه الدبلوماسية المكّوكية إلى كل من إسرائيل وسوريا ومصر، في إطار الجهود الرامية إلى حل أزمة حرب أكتوبر 1973.
عُيّن لاحقًا في منصب نائب رئيس البعثة الدبلوماسية في أوسلو، النرويج، في الفترة من 1976 إلى 1979. وعند عودته إلى الولايات المتحدة، تولّى منصب نائب السكرتير التنفيذي لوزارة الخارجية من عام 1979 حتى 1981، ثم تمت ترقيته في العام نفسه إلى منصب السكرتير التنفيذي والمساعد الخاص لوزير الخارجية آنذاك ألكسندر هيغ.
في عام 1983، عيّنه الرئيس رونالد ريغان سفيرًا للولايات المتحدة لدى هولندا. وفي عام 1986، تولّى بريمر منصب سفير متجول ومنسق شؤون مكافحة الإرهاب، حيث كان مسؤولًا عن تنسيق سياسات الولايات المتحدة في مجال مكافحة الإرهاب الدولي.

### الحاكم المؤقت للعراق
وصل بول بريمر إلى العاصمة العراقية بغداد يوم 12 مايو/أيار 2003 ليشرف على إدارة شؤون العراق بعد الغزو الأميركي، بصفته المبعوث الشخصي للرئيس الأميركي جورج بوش الابن. وقد عمل بريمر مدعوماً بفريق من السفراء والجنرالات الأميركيين الذين ساعدوه في تنفيذ السياسات الأميركية في البلاد.
وبعد أيام قليلة من وصوله، أصدر بريمر واحداً من أكثر القرارات إثارة للجدل، تمثل في حلّ الجيش العراقي وجميع المؤسسات المرتبطة بالأمن الوطني، بما في ذلك أجهزة الاستخبارات والتشكيلات العسكرية الأخرى. وتم إنهاء خدمات كافة منتسبي الجيش العراقي السابق، مع إعلان خطة لإنشاء جيش عراقي جديد يعتمد على عناصر من الجيش السابق إلى جانب الميليشيات الشيعية والقوات الكردية.
امتدت فترة حكم بريمر، بوصفه الحاكم المدني الأميركي للعراق، لأكثر من عام، وشهدت خلالها البلاد تحولات سياسية وأمنية واقتصادية جذرية، تركت آثاراً عميقة على حاضر العراق ومستقبله. وخلال تلك الفترة، أصدر بريمر عشرات القرارات والقوانين المثيرة للجدل، لا يزال بعضها ساري المفعول حتى اليوم. وفي جلسة مساءلة أمام الكونغرس الأميركي عام 2007، أقر بريمر بأنه ارتكب أخطاء خلال فترة توليه إدارة العراق، مشيراً إلى أنه كان سيتصرف بشكل مختلف لو أُتيحت له الفرصة لإعادة النظر في بعض السياسات التي اتخذها.
وتجدر الإشارة إلى أن تقريراً أعدته الإدارة الأميركية عام 2005 كشف عن سوء إدارة واسعة للأموال المخصصة لإعادة إعمار العراق، مشيراً إلى اختفاء نحو تسعة مليارات دولار من الأموال العامة. ورغم أهمية التقرير، فإنه لم يحدد بشكل مباشر مسؤولية بريمر عن هذا الفساد المالي أو ضياع تلك الأموال.

## المنشورات
أصدر بول بريمر كتاباً تكلم فيه عن عمله في العراق بعنوان: «عام قضيته في العراق: النضال لبناءِ غدٍ مرجو» (بالإنجليزية: My year in IRAQ).

## روابط خارجية
- بول بريمر على موقع IMDb (الإنجليزية)
- بول بريمر على موقع الموسوعة البريطانية (الإنجليزية)
- بول بريمر على موقع مونزينجر (الألمانية)
- بول بريمر على موقع إن إن دي بي (الإنجليزية)
- بول بريمر على موقع قاعدة بيانات الفيلم (الإنجليزية)
- بول بريمر على موقع كينوبويسك (الروسية)